# Esagramma
Un esagramma (dal greco ἑξάγραμμα) è un poligono stellato a sei punti con notazione di Schläfli {6|2}, 2{3}, o {{3}}. È l'unione di due triangoli equilateri. L'intersezione è un esagono regolare.
È usato storicamente in contesti culturali e religiosi, come ad esempio la stella di Davide nell'ebraismo, oppure nell'induismo, nell'islam, nell'occultismo.

Un esagramma regolare.

## Matematica: Teoria dei gruppi
In matematica, il sistema radice del gruppo di Lie G2 è nella forma di esagramma.

## Uso religioso

### Induismo: Anahata (il chakra del cuore)
|  | Anahata (anche conosciuto come Anahata-puri, o Padma-sundara) è legato al timo, nel petto. Il timo è facente parte del sistema immunitario del sistema endocrino. Anahata è simboleggiato da un fiore di loto con dodici petali. (Vedi anche bodhicitta). Anahata è legato al colore verde o rosa. È legato alle emozioni complesse: compassione, delicatezza, amore incondizionato, equilibrio. Anahata governa la circolazione, emozionalmente governa l'amore incondizionato verso di sé e verso gli altri, mentalmente governa passione e spiritualità, devozione. |

### Giudaismo

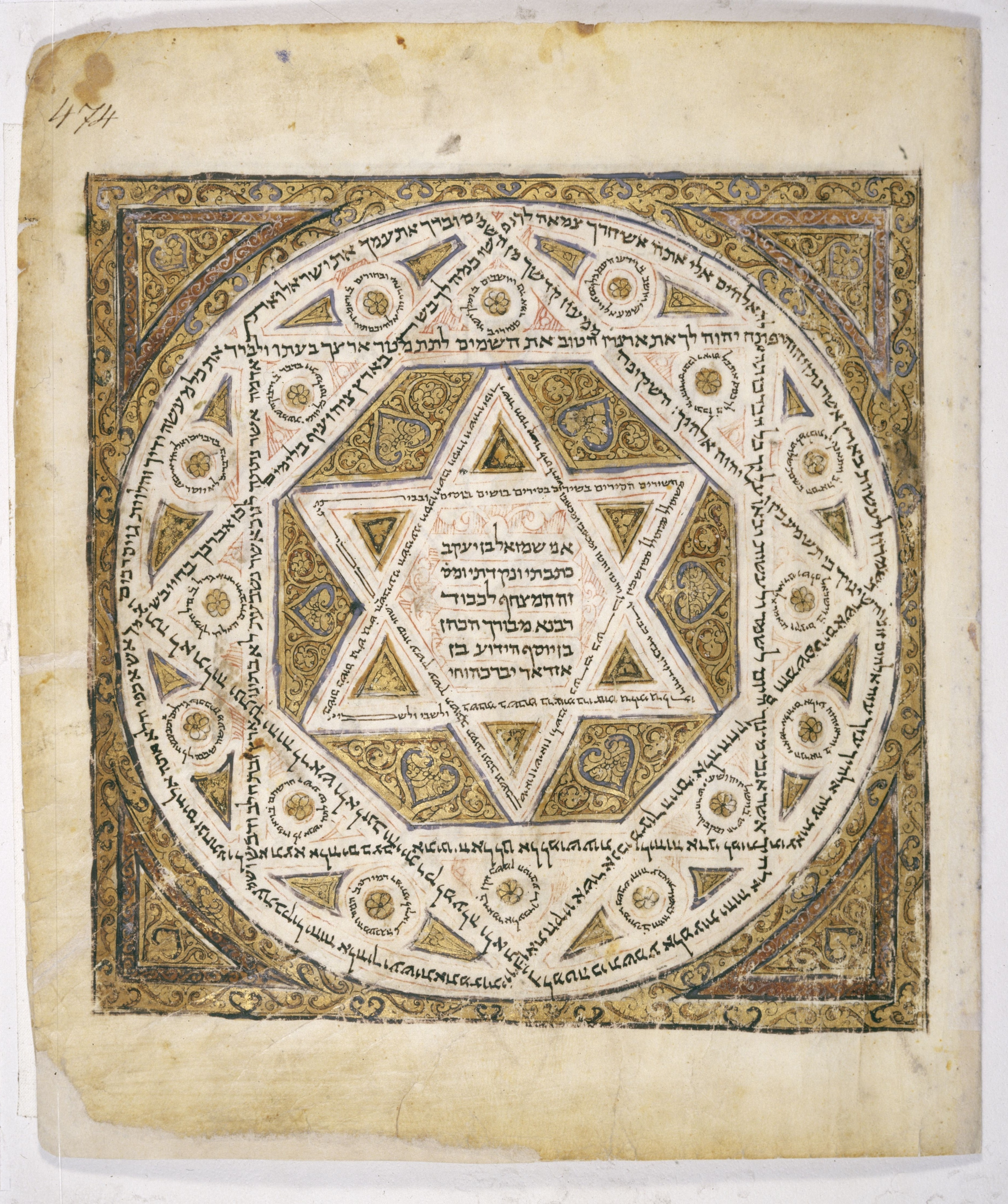
Stella di Davide sull'esemplare più antico di testo masoretico, Codex Leningradensis, anno 1008.

La Stella di David è generalmente nota come il simbolo del giudaismo. È stata usata dal medioevo come simbolo per indicare il giudaismo; si hanno riscontri archeologici fin dal III-IV secolo d.C. in sinagoghe della Galilea [1].

### Cristianesimo

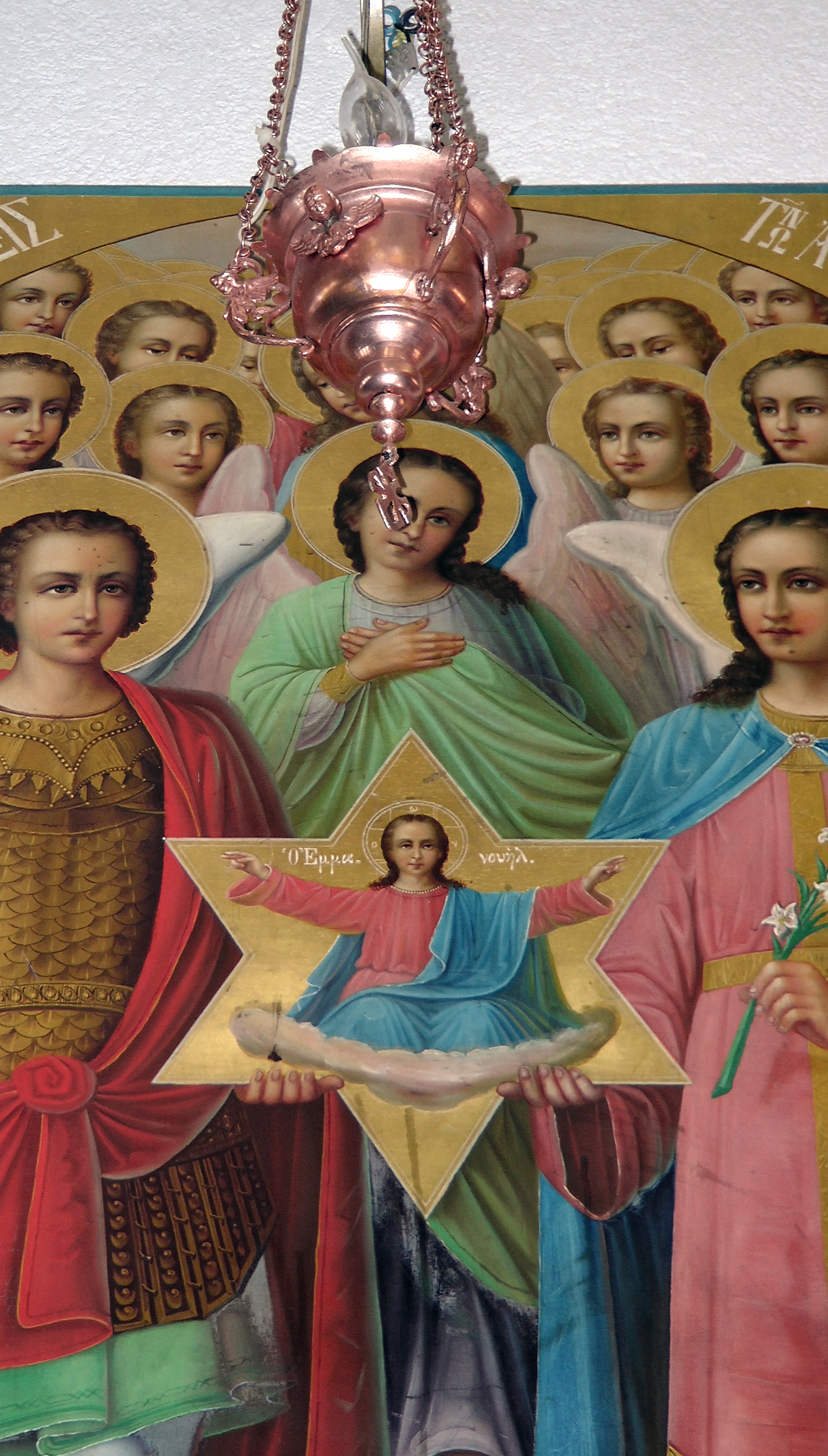
Jesus in esagramma – San Nicola in Kruševo, Macedonia del Nord
Stella mariana

L'esagramma si trova spesso rappresentato nelle vetrate di grandi chiese (ad esempio nella Washington National Cathedral). Nella cristianità è la "stella della creazione".
Nella ortodossia cristiana, nei Balcani, è più diffuso che nelle chiese cattoliche.

### Musulmani
Il simbolo è conosciuto come نجمة داوود‎, Najmat Dāwūd (Stella di David) o خاتم سليمان‎ Khātem Sulaymān (Sigillo di Salomone), ma quest'ultimo può riferirsi anche a pentagramma o a specie di piante.

## Uso nella Massoneria
(Albert G. Mackey: Encyclopedia of Freemasonery)